# Tinissa phrictodes
Tinissa phrictodes är en fjärilsart som beskrevs av Edward Meyrick 1910. Tinissa phrictodes ingår i släktet Tinissa och familjen äkta malar. Inga underarter finns listade i Catalogue of Life.